# 何熙怡
布兰达·马乔里·黑尔，列治文的何熙怡女男爵，DBE，PC，KC，FBA（英語：Brenda Marjorie Hale, Baroness Hale of Richmond，1945年1月31日—），英國法官，2017年9月起出任聯合王國最高法院院長。何熙怡女男爵在英國約克郡的利兹出生，丈夫爲御用大律師Julian Farrand博士，他們有四名子女及七名孫子女。
何熙怡於2004年奉委上議院常任上訴法官，是歷來唯一一位獲得任命的女性。2009年，她與其他上院法官一同過渡到新成立的聯合王國最高法院，並於2013年至2017年擔任副院長。2018年7月30日，正式就任香港終審法院非常任法官，2021年6月4日宣佈由於對《港區國安法》的擔憂而將於7月29日任期完結後不留任。

## 學歷
何熙怡女男爵在北約克郡里奇蒙德接受教育。其後，她就讀劍橋大學格頓學院，於1966年在法律榮譽學位試以一級優異表現成績畢業。她其後以自修函授課程攻讀法律，於1967年的大律師公會期終試取得最佳的成績。

## 專業經驗
畢業後，何熙怡女男爵在曼徹斯特大學擔任法律學者，及後成爲教授。她於1969年在英國格雷律師學院取得大律師資格，並以曼徹斯特大律師公會成員身分兼職執業，其後專注於學術事業(及照顧家庭)。她曾撰寫多本著作，包括 Mental Health Law (現已發行第6版)、Parents and Children、 The Family、Law and Society (同樣已發行第6版)、Women and the Law, and From the Test-tube to the Coffin: Choice and Regulation in Family Life (the 1996 Hamlyn Lectures)，以及發表不少文章和會議論文。她是期刊 Journal of Social Welfare and Family Law的創刊編輯之一，該期刊正邁向第40周年。雖然何熙怡女男爵主要專注於上述範疇，她亦曾在曼徹斯特大學講授憲法及行政法、合約法、侵權法、個人財產及羅馬法。她於1984年獲委任爲英格蘭及威爾斯法律委員會成員，該委員會爲推動法律改革的法定機構。她所領導的團隊作出的建議促成多項法令的制訂，包括《1989年兒童法令》、《1996年家事法法令》、《2005年精神行為能力法》等。

## 司法經驗
何熙怡女男爵的首項司法任命，是於1979年出任西北地區的精神健康覆核審裁處的主持成員。於1982年，她獲委任爲助理特委法官，即在皇室法庭和郡級法院兼任法官。她於1989年成爲特委法官，並於同年獲委任爲御用大律師。於1994年，她獲委任爲高等法院法官，專任於家事法庭；於1999年獲任命至上訴法庭；於2004年，她成爲首位和唯一一位出任上訴法院常任高級法官的女性。隨著英國最高法院於2009年成立，在上議院執掌最高司法職務的法官成爲英國最高法院法官。於2013年，她成爲英國最高法院副院長，並於2017年成爲英國最高法院院長

## 與法律有關的服務及工作
除了長期從事關於法律教育、法律著作和法律改革的工作外，何熙怡女男爵於1980年至1984年期間擔任行政審裁機構評議局的成員；該法定組織致力保障行政審裁機構及研訊的公平性和獨立性。她曾於1987年至1994年間擔任英國家事調解服務會管理委員會主席，現時為該會會長。她是英國人類受精及胚胎學研究局的創會成員，於1980年至1994年期間擔任相關委員會的主席，領導該委員會爲研究局制訂首份執業守則。此外，她曾參與英國司法人員培訓委員會轄下的民事及家事司法委員會，以及參與負責就《1998年人權法令》進行司法培訓的委員會。她於2002年至2004年期間擔任皇家高等法院諮詢局的主席。她於2003年協助創立英國女法官協會以來，一直擔任該會會長；她亦積極參與國際女法官協會的事務，並在2010年至2012年期間出任會長。她是格雷律師學院2018年度的司庫。

## 其他工作
1987年至2002年期間，何熙怡女男爵擔任紐菲爾德基金的受託人。該基金會資助不同範疇的研究和實務計劃，包括涉及尋求司法公正，以及家事法律等事宜。她於2004年1月至2016年12月擔任布里斯托爾大學校監。此外，她在家鄉里奇蒙特參與多個慈善組織的活動，包括 the Company of Fellomongers, the Richmondshire Landscape Trust, the Richmondshire Museum 及 North Country Theatre。